# Nuit de l'âme

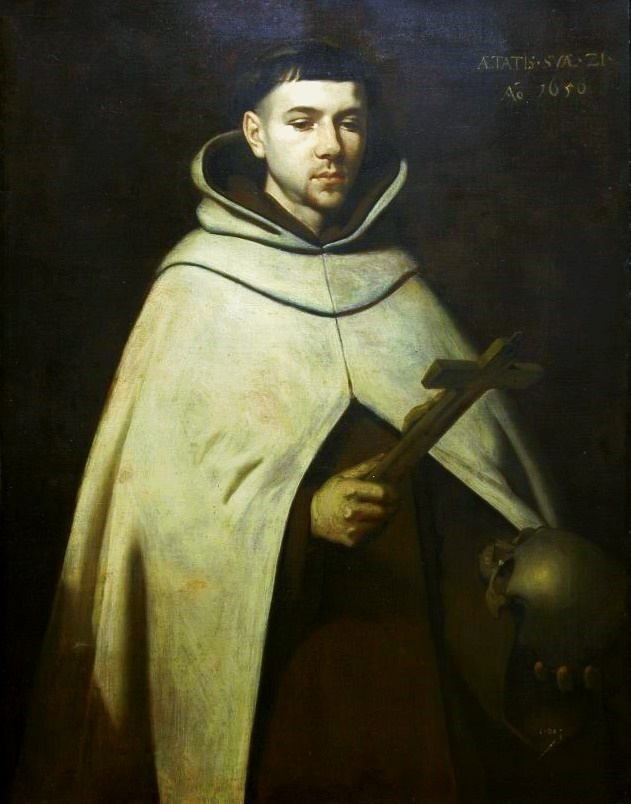
Portrait de Jean de la Croix, par Zurbarán.

La nuit noire de l'âme ou nuit obscure de l'âme, aussi appelée nuit de la foi, est l'expérience de l'absence de Dieu dans la vie d'un croyant. 
L'expression a pour origine le poème La Nuit obscure, écrit vers 1578 par le carme espagnol Jean de la Croix, qu'il expliqua ensuite dans deux traités de spiritualité, La Nuit obscure et La Montée du Carmel.
Cette épreuve spirituelle est un phénomène bien connu chez les mystiques, y compris parmi les plus grands saints, plusieurs d'entre eux ayant témoigné ne plus avoir ressenti la présence de Dieu pendant une période plus ou moins longue de leur vie, comme Thérèse de Lisieux et Mère Teresa.

## Présentation

### Selon Jean de la Croix
La « nuit obscure de l'âme » est une expression attribuée à l'origine à Jean de la Croix, et qui désigne une expérience passagère de désolation spirituelle dans l'expérience mystique, un temps où « Dieu est caché », où  même la foi semble vaciller. Pour Jean de la Croix, il ne s'agit donc pas d'une expérience négative. Le mystique estime que cette expérience permettrait de purger l'âme de ses défauts et de l'enrichir en vue d'un mariage mystique ultérieur. Ce terme se retrouve dans le titre de son poème La Nuit obscure, ainsi que de son traité (homonyme) : La Nuit obscure.
Jean de la Croix a décrit cette expérience dans plusieurs de ses ouvrages, où il distingue deux nuits : celle des sens (La Montée du Carmel) et celle de l'esprit (La Nuit obscure). Ces deux ouvrages sont appuyés sur le poème « La Nuit obscure ».
Cet état est différent de l'acédie qui est un dégoût de la vie spirituelle.

### Selon d'autres auteurs

#### Dans le christianisme
La philosophe et mystique Simone Weil a analysé la nature de la nuit obscure, qu'elle a reconnue dans la résonance chrétienne de passages d'Eschyle et de Sophocle : « C’est quand l’âme épuisée a cessé d’attendre Dieu, quand le malheur extérieur ou la sécheresse intérieure lui a fait croire que Dieu n’est pas une réalité, si néanmoins elle continue à aimer, si elle a horreur des biens qui prétendent le remplacer, c’est alors que Dieu après quelque temps vient jusqu’à elle, se montre, lui parle, la touche. C’est ce que saint Jean de la Croix appelle nuit obscure. »
Le mystique bénédictin Augustine Baker (en) qualifie cette expérience de « grande désolation ». Pierre Descouvemont compare cette période à un « temps de sevrage », où Dieu après « une lune de miel », fait subir « un sevrage plus ou moins sévère, non pour les punir, mais afin de purifier leur amour ».
Thérèse de Lisieux, religieuse carmélite du XIXe siècle, a décrit son expérience de la « nuit obscure ». Sa nuit obscure provient du doute de l'existence de l'éternité, doute auquel elle a néanmoins refusé son assentiment intellectuel ou volitif, mais choisi l'approfondissement de sa foi catholique. Cependant, elle dit avoir souffert douloureusement durant cette période prolongée « d'obscurité spirituelle ». Elle a déclaré à ses sœurs religieuses : « Si vous saviez seulement dans quelle obscurité je suis plongée ».
Alors que cette crise spirituelle est généralement temporaire, celle-ci peut parfois durer très longtemps. La « nuit obscure » de Paul de la Croix au XVIIIe siècle a duré 45 ans, d'où il s'est finalement rétabli. La nuit obscure de mère Teresa de Calcutta est « peut-être le cas le plus long dans l'histoire ». Elle a indiqué (dans ses courriers) que cette nuit sombre aurait débuté en 1948 et se serait terminée à sa mort en 1997, avec seulement un bref interlude de secours. Le frère franciscain, père Benedict Groeschel, ami de mère Teresa de Calcutta pendant une longue partie de sa vie, prétend que "l'obscurité est restée" vers la fin de sa vie.

#### Dans d'autres religions
Le soufisme
Certains chercheurs suggèrent que ce concept de « nuit obscure de l'âme » provient d'une influence andalouse soufie Ibn Abbad al-Rundi et, plus généralement, de la Chadhiliyya. Ils ont établi des liens détaillés entre ces enseignements et ceux de Jean de la Croix. D'autres chercheurs cependant, comme José Nieto, soutiennent que cette doctrine mystique est tout à fait universelle et que les similitudes entre les œuvres de saint Jean et Ibn Abbad sont le résultat d'un développement indépendant et non d'une influence mutuelle.
Le bouddhisme
Dans la méditation du bouddhisme Vipassanā le pratiquant passe par « seize étapes de la pensée » (nanas), dans sa quête de « réveil ». Parmi celles-ci, cinq à dix étapes consistent en la « connaissance de la souffrance » (dukkha nanas). Des bouddhistes occidentaux ainsi que des professeurs bouddhistes comparent régulièrement cette expérience à la nuit obscure (dont Jack Engler).

#### Autres auteurs contemporains
Ce terme a ensuite été repris par d'autres auteurs. Ainsi, Richard Foster a qualifié la « nuit obscure » de « Sahara du cœur ». Pour Ève Duperray, c'est le temps où l'Homme « mesure son indignité dans un mouvement de descente » avant de mesurer « sa grandeur dans un mouvement de remontée vers la lumière ».

## Usage contemporain
L'expression est fréquemment utilisée par divers auteurs hors du cadre strictement religieux pour évoquer une « descente aux enfers » ou une « traversée du désert » qui aurait cependant le potentiel d'être bénéfique,.